# Karangetang
Karangetang je aktivní stratovulkán, nacházející se na severním okraji indonéského ostrova Siau. Patří mezi nejaktivnější v celé zemi. Výška hory činí 1827 m, přičemž její vrchol tvoří pětice kráterů, seřazených v severojižní linii.

## Vulkanismus
Od roku 1675 bylo zaznamenáno více než 40 erupcí (zpravidla síly VEI 1 až VEI 3). Sopka je náchylná k tvorbě nebezpečných jevů jako jsou pyroklastické proudy nebo lahary. Například v roce 1997 zapříčinila sopka smrt tří osob. O deset let později donutila nová eruptivní fáze evakuaci obyvatel. 6. srpna 2010 vybuchla znovu a chrlila sopečný popel do výšky několik set metrů. Čtyři osoby se nikdy nenašly. Poslední eruptivní fáze nastala v listopadu 2018 a nyní (březen 2023) stále pokračuje.